# Bandera del Poble Català
Bandera del Poble Català fou la revista de l'Organització de Resistència Nacional. Es van editar sis números amb uns 3.000 exemplars entre agost de 1945 i març de 1947, a cura de Joan Ballester i Canals. Amb ajut de Josep Pelegrí (Estat Català) i Gabriel Xammar es va distribuir per Tarragona, i a través del Bloc Escolar Nacionalista es distribuí també a les ciutats de València i Mallorca.